# Арувімі
Аруві́мі — річка в Демократичній Республіці Конго, права притока річки Конго. Довжина близько 1 300 км, площа басейну 116,1 тисяч км². Під назвою Ітурі бере початок в Синіх горах, на захід від озера Альберт, протікає по плато, а потім по западині Конго. Багато порогів і водоспадів.
Найбільші витрати води в період дощів з березня по жовтень. Середні витрати 2 000 м³/с. Судноплавна в нижній течії на 60 км від гирла. Досліджена Г. Стенлі в 1887—1889 роках.